# Poliedru uniform neconvex

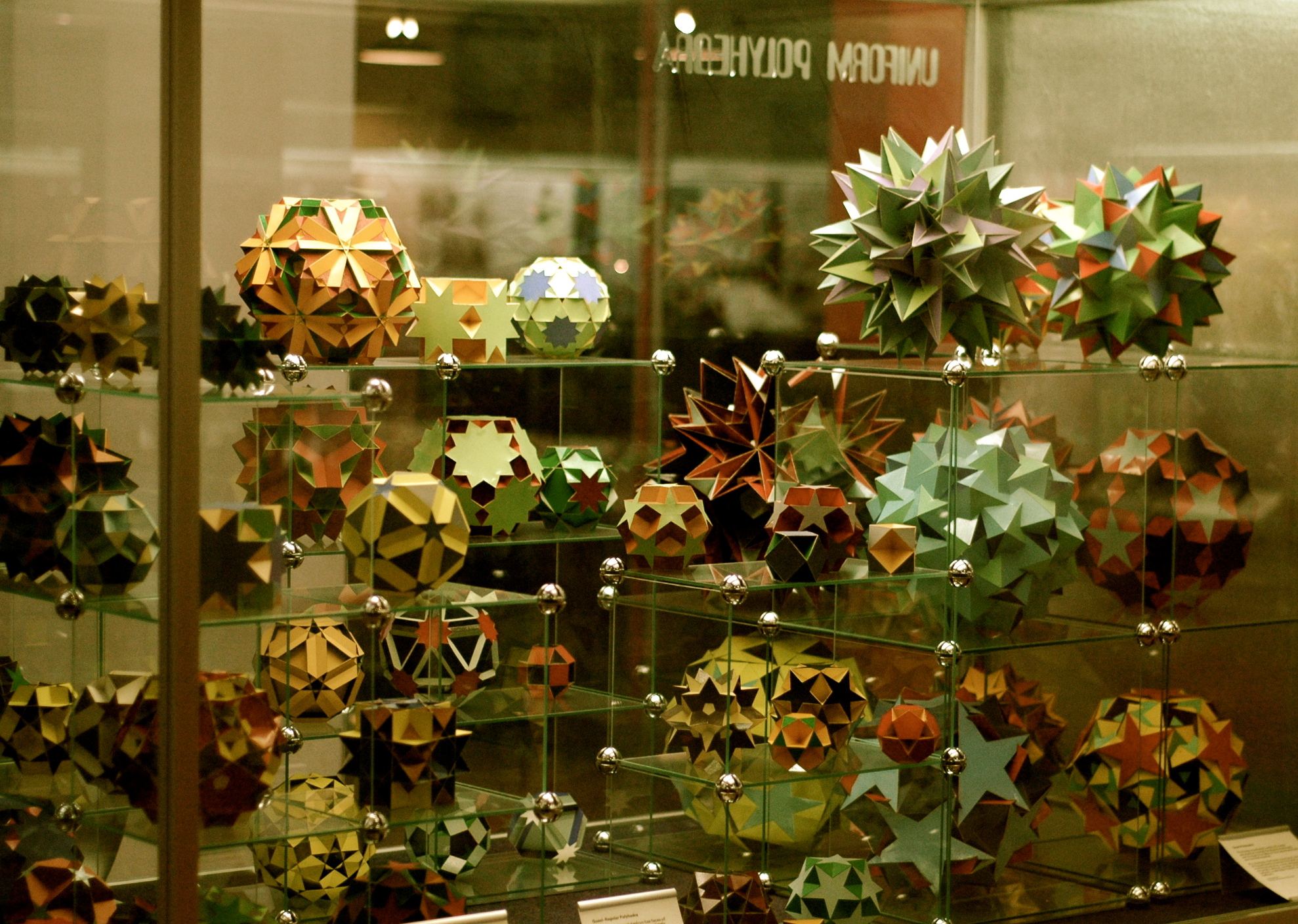
Polidre uniforme expuse la Muzeul Științei (Science Museum) din Londra

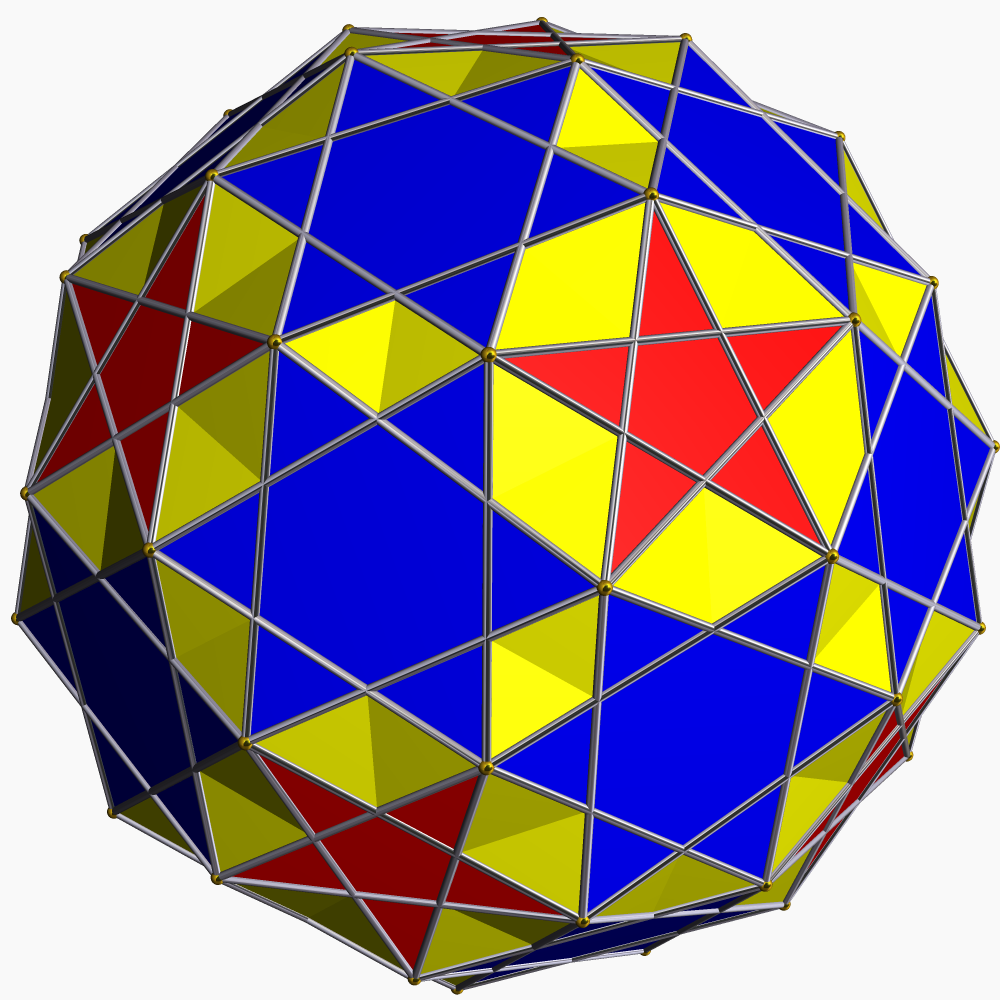
Micul icosicosidodecaedru snub este un poliedru uniform neconvex, cu figura vârfului 3^{5}.5/2

În geometrie un poliedru uniform neconvex este un poliedru uniform care se autointersectează. Fiecare poliedru poate avea fie fețele, fie figura vârfului, fie ambele, în formă de poligoane stelate.
Setul complet de 57 de poliedre uniforme neconvexe neprismatice cuprinde 4 poliedre regulate (poliedrele Kepler–Poinsot), 5 cvasiregulate și 48 semiregulate.
Există și două mulțimi infinite de prisme stelate uniforme și antiprisme stelate uniforme.
Așa cum poligoanele stelate (nedegenerate) (care au densitatea mai mare decât 1) corespund poligoanelor cu laturi care se intersectează, poliedrele neconvexe cu fețe care nu trec prin centru au densitatea mai mare decât 1 și corespund unor poliedre sferice cu fețe care se intersectează. Există 47 de astfel de poliedre uniforme neconvexe neprismatice. Cele 10 poliedre uniforme neconvexe neprismatice rămase, cele la care fețele trec prin centru, sunt hemipoliedre sau excepții ca monstrul lui Miller și nu au densități bine definite.
Formele neconvexe sunt construite cu ajutorul triunghiurilor Schwarz.
Toate poliedrele uniforme sunt enumerate mai jos în funcție de grupurile lor de simetrie și subgrupate după configurațiile vârfurilor lor.
Poliedrele regulate sunt etichetate prin simboluri Schläfli. Alte poliedre uniforme neregulate sunt enumerate configurațiile vârfurilor lor.
O figură suplimentară, pseudo-marele rombicuboctaedru, de obicei nu este inclusă ca poliedru neconvex cu adevărat uniform, în ciuda faptului că are fețe regulate și are aceleași vârfuri.
Notă: Pentru formele neconvexe de mai jos, un descriptor suplimentar neuniform este utilizat atunci când dispunerea vârfurilor anvelopei convexe are aceeași topologie ca una dintre acestea, dar are fețe neregulate. De exemplu, o formă cantelată neuniformă poate avea dreptunghiuri în pozițiile laturilor în loc de pătrate.

## Simetrie diedrală
Aceste poliedre sunt descrise în articolul poliedru prismatic uniform.

## Simetrie tetraedrică

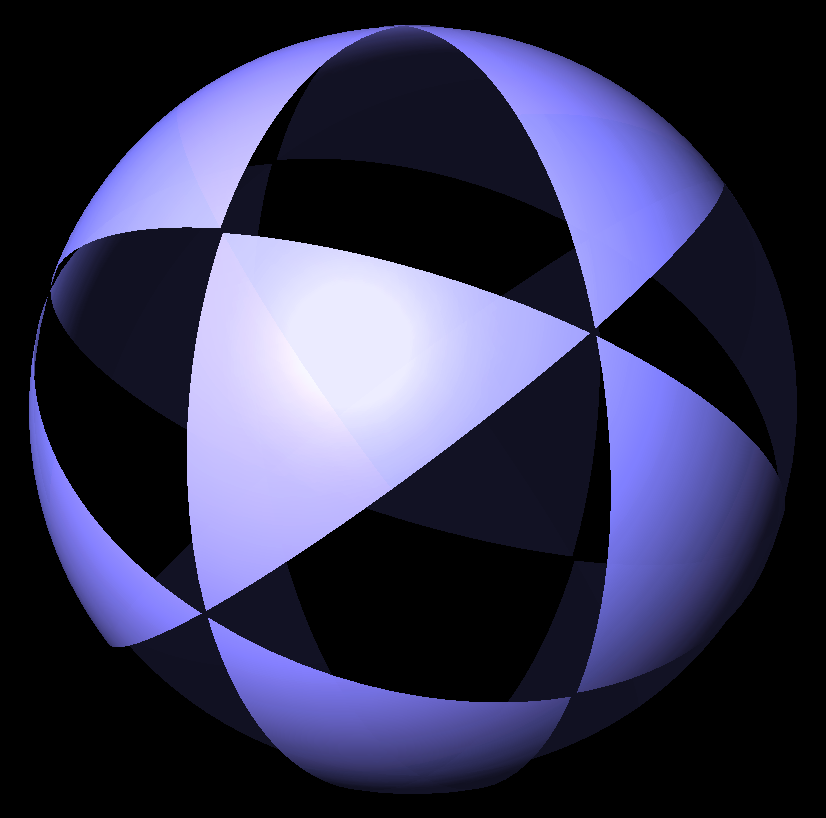
Triunghiuri (3 3 2) pe sferă

Există o formă neconvexă, tetrahemihexaedrul, care are simetrie tetraedrică (cu domeniul fundamental triunghiul Möbius (3 3 2)).
Există două triunghiuri Schwarz care generează poliedre uniforme neconvexe unice: un triunghi dreptunghic (3⁄2 3 2) și un triunghi scalen (3⁄2)  3 3). Triunghiul scalen (3⁄2 3 3) generează octahemioctaedrul care este prezentat mai jos la simetria octaedrică.
| Aranjamentul vârfurilor (anvelopă convexă)   | Forme neconvexe      | Forme neconvexe |
| -------------------------------------------- | -------------------- | --------------- |
| Tetraedru                                    |                      |                 |
| Tetraedru rectificat Octaedru                | 4.3⁄2.4.3 3⁄2 3 \| 2 |                 |
| Tetraedru trunchiat                          |                      |                 |
| Tetraedru cantelat (Cuboctaedru)             |                      |                 |
| Tetraedru omnitrunchiat (Octaedru trunchiat) |                      |                 |
| Tetraedru snub (Icosaedru)                   |                      |                 |

## Simetrie octaedrică

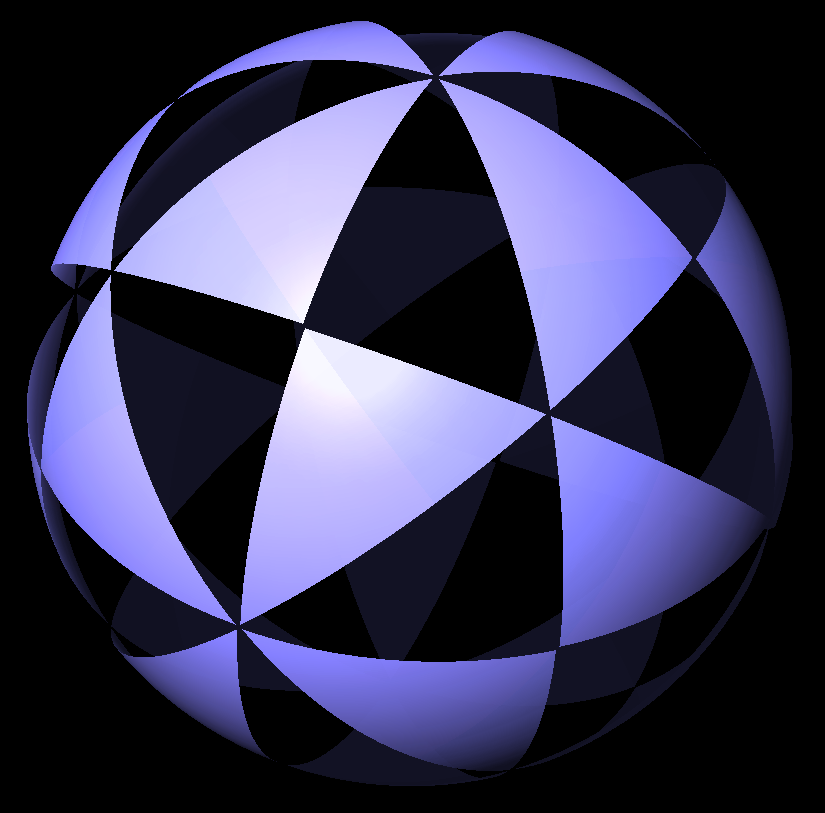
Triunghiuri (4 3 2) pe sferă

Există 8 forme convexe și 10 forme neconvexe cu simetrie octaedrică (cu domeniul fundamental triunghiul Möbius (4 3 2)).
Există patru triunghiuri Schwarz care generează forme neconvexe, două triunghiuri dreptunghice: (3⁄2 4 2) și (4⁄3 3 2) și două triunghiuri scalene: (4⁄3 4 3), (3⁄2 4 4).
| Aranjamentul vârfurilor (anvelopă convexă) | Forme neconvexe                  | Forme neconvexe        | Forme neconvexe      |
| ------------------------------------------ | -------------------------------- | ---------------------- | -------------------- |
| Cub                                        |                                  |                        |                      |
| Octaedru                                   |                                  |                        |                      |
| Cuboctaedru                                | 6.4⁄3.6.4 4⁄3 4 \| 3             | 6.3⁄2.6.3 3⁄2 3 \| 3   |                      |
| Cub trunchiat                              | 4.8⁄3.4⁄3.8⁄5 2 4⁄3 (3⁄2 4⁄2) \| | 8⁄3.3.8⁄3.4 3 4 \| 4⁄3 | 4.3⁄2.4.4 3⁄2 4 \| 2 |
| Octaedru trunchiat                         |                                  |                        |                      |
| Rombicuboctaedru                           | 4.8.4⁄3.8 2 4 (3⁄2 4⁄2) \|       | 8.3⁄2.8.4 3⁄2 4 \| 4   | 8⁄3.8⁄3.3 2 3 \| 4⁄3 |
| Cuboctaedru trunchiat neuniform            | 4.6.8⁄3 2 3 4⁄3 \|               |                        |                      |
| Cuboctaedru trunchiat neuniform            | 8⁄3.6.8 3 4 4⁄3 \|               |                        |                      |
| Cub snub                                   |                                  |                        |                      |

## Simetrie icosaedrică

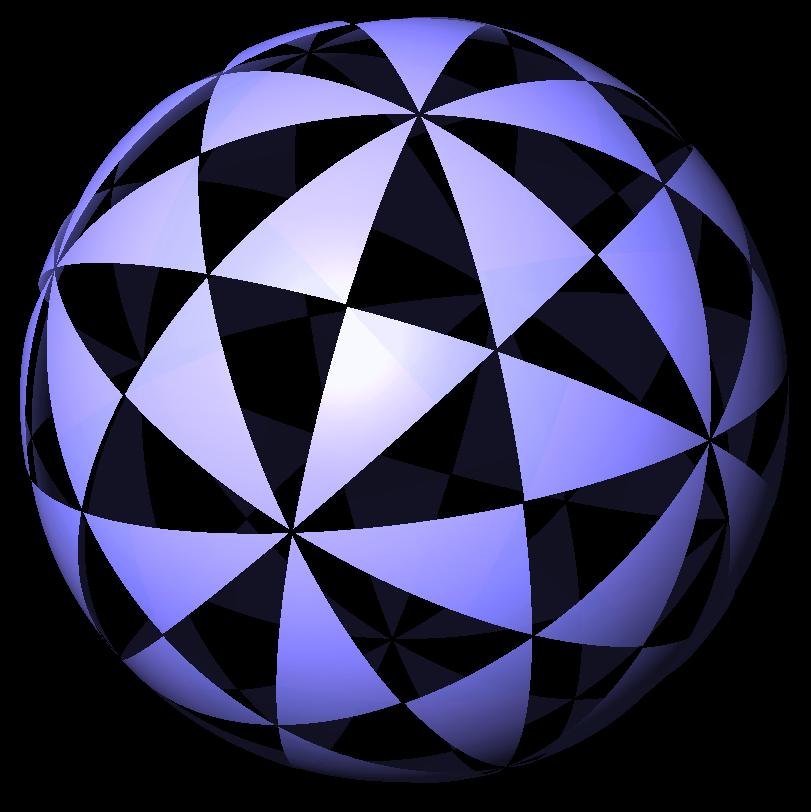
Triunghiuri (5 3 2) pe sferă

Există 8 forme convexe și 46 de forme neconvexe cu simetrie icosaedrică (cu domeniul fundamental triunghiul Möbius (5 3 2). (sau 47 de forme neconvexe dacă este inclusă și figura lui Skilling, v. mai jos). Unele dintre formele snub neconvexe au simetrie de reflexie a vârfurilor.
| Aranjamentul vârfurilor (anvelopă convexă) | Forme neconvexe                        | Forme neconvexe                | Forme neconvexe                    | Forme neconvexe                    | Forme neconvexe            | Forme neconvexe         | Forme neconvexe          | Forme neconvexe      |
| ------------------------------------------ | -------------------------------------- | ------------------------------ | ---------------------------------- | ---------------------------------- | -------------------------- | ----------------------- | ------------------------ | -------------------- |
| Icosaedru                                  | {5,5⁄2}                                | {5⁄2,5}                        | {3,5⁄2}                            |                                    |                            |                         |                          |                      |
| Icosaedru trunchiat neuniform              | 10.10.5⁄2 2 5⁄2 \| 5                   | 3.10⁄3.5⁄2.10⁄7 5⁄2 3 \| 5⁄3   | 3.4.5⁄3.4 5⁄3 3 \| 2               | 4.10⁄3.4⁄3.10⁄7 2 5⁄3 (3⁄2 5⁄4) \| |                            |                         |                          |                      |
| Icosaedru trunchiat neuniform              | 4.5⁄2.4.5 5⁄2 5 \| 2                   | 5.6.5⁄3.6 5⁄3 5 \| 3           | 4.6.4⁄3.6⁄5 2 3 (5⁄4 5⁄2) \|       |                                    |                            |                         |                          |                      |
| Icosaedru trunchiat neuniform              | 35.5⁄2 \| 5⁄2 3 3                      |                                |                                    |                                    |                            |                         |                          |                      |
| Icosidodecaedru                            | 3.10.3⁄2.10 3⁄2 3 \| 5                 | 5.10.5⁄4.10 5⁄4 5 \| 5         | 3.5⁄2.3.5⁄2 2 \| 3 5⁄2             | 5⁄2.10⁄3.5⁄3.10⁄3 5⁄3 5⁄2 \| 5⁄3   | 3.10⁄3.3⁄2.10⁄3 3 3 \| 5⁄3 | 5.5⁄2.5.5⁄2 2 \| 5 5⁄2  | 6.5⁄2.6.5⁄3 5⁄3 5⁄2 \| 3 | 5.6.5⁄4.6 5⁄4 5 \| 3 |
| Dodecaedru trunchiat neuniform             | 3.10⁄3.5.10⁄3 3 5 \| 5⁄3               | 5.6.3⁄2.6 3⁄2 5 \| 3           | 6.10⁄3.6⁄5.10⁄7 3 5⁄3 (3⁄2 5⁄2) \| |                                    |                            |                         |                          |                      |
| Dodecaedru trunchiat neuniform             | (35.5⁄3)/2 \| 3⁄2 3⁄2 5⁄2              |                                |                                    |                                    |                            |                         |                          |                      |
| Dodecaedru                                 | {5⁄2,3}                                | (3.5⁄2)3 3 \| 5⁄2 3            | (5.5⁄3)3 3 \| 5⁄3 5                | (3.53)/2 3⁄2 \| 3 5                |                            |                         |                          |                      |
| Rombicosidodecaedru                        | 5.10.3⁄2.10 3⁄2 5 \| 5                 | 4.10.4⁄3.10⁄9 2 5 (3⁄2 5⁄2) \| | 5.10⁄3.10⁄3 2 5 \| 5⁄3             |                                    |                            |                         |                          |                      |
| Rombicosidodecaedru neuniform              | 6.6.5⁄2 2 5⁄2 \| 3                     |                                |                                    |                                    |                            |                         |                          |                      |
| Rombicosidodecaedru neuniform              | 6.5⁄2.6.3 5⁄2 3 \| 3                   | 3.10.5⁄3.10 5⁄3 3 \| 5         | 6.10.6⁄5.10⁄9 3 5 (3⁄2 5⁄4) \|     | 3.10⁄3.10⁄3 2 3 \| 5⁄3             |                            |                         |                          |                      |
| Rombicosidodecaedru neuniform              | 4.5⁄3.4.3.4.5⁄2.4.3⁄2 \| 3⁄2 5⁄3 3 5⁄2 | 3.3.3.5⁄2.3.5⁄3 \| 5⁄3 5⁄2 3   | figura lui Skilling (v. mai jos)   |                                    |                            |                         |                          |                      |
| Icosidodecaedru trunchiat neuniform        | 6.10.10⁄3 3 5 5⁄3 \|                   |                                |                                    |                                    |                            |                         |                          |                      |
| Icosidodecaedru trunchiat neuniform        | 4.10⁄9.10⁄3 2 5 5⁄3 \|                 |                                |                                    |                                    |                            |                         |                          |                      |
| Icosidodecaedru trunchiat neuniform        | 4.6.10⁄3 2 3 5⁄3 \|                    |                                |                                    |                                    |                            |                         |                          |                      |
| Dodecaedru snub neuniform                  | 3.3.5⁄2.3.5 \| 2 5⁄2 5                 | 3.3.3.5.3.5⁄3 \| 5⁄3 3 5       | 34.5⁄2 \| 2 5⁄2 3                  | 34.5⁄3 \| 5⁄3 2 3                  | 3.3.5.3.5⁄3 \| 5⁄3 2 5     | (34.5⁄2)/2 \| 3⁄2 5⁄3 2 |                          |                      |

## Cazuri degenerate
Coxeter a identificat prin metoda de construcție Wythoff un număr de poliedre neconvexe degenerate care conțin laturi sau vârfuri suprapuse. Aceste forme degenerate sunt cele din tabelul următor.
|                               |                                |                                   |                                    |                               |
| Micul icosidodecaedru complex | Marele icosidodecaedru complex | Micul rombicosidodecaedru complex | Marele rombicosidodecaedru complex | Rombidodecadodecaedru complex |

### Figura lui Skilling

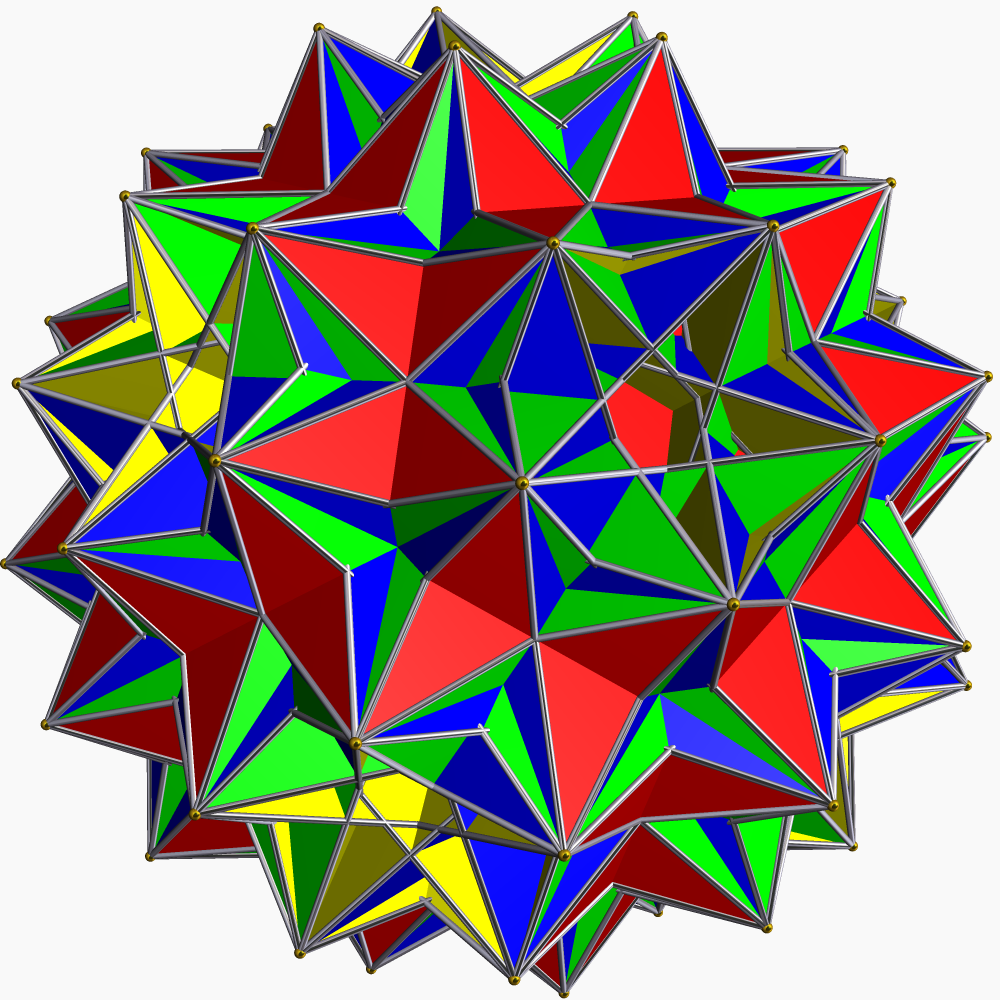
Figura lui Skilling

Un alt poliedru degenerat neconvex este marele dirombidodecaedru disnub, cunoscut și sub denumirea de „figura lui Skilling”, care este uniform pe vârfuri, dar are perechi de laturi care coincid în spațiu astfel încât pe unele laturi se întâlnesc câte patru fețe. Din cauza laturilor sale duble este considerat un poliedru uniform degenerat. Are simetria Ih.